# Gare de Kotsuka
La gare de Kotsuka (古津賀駅, Kotsuka-eki) est une gare ferroviaire localisée dans la ville de Shimanto, dans la préfecture de Kōchi au Japon. La gare est exploitée par la compagnie Tosa Kuroshio Railway, sur la ligne Nakamura.

## Situation ferroviaire
Établie à 6 mètres d'altitude, la gare de Kotsuka (TK39) est située au point kilométrique (PK) 40.9 de la ligne Nakamura (à voie unique et étroite 1 067 mm), entre les gares de Nishi-Ōgata et de Nakamura.

## Histoire
- 1er avril 1988 Ouverture de la gare.
- 13 mars 2010 Pour faciliter la commodité des élèves rentrant des écoles, un train express s'arrête une fois en soirée.

## Service des voyageurs

### Ligne ferroviaire
- Tosa Kuroshio Railway
  - Ligne Nakamura TK39

### Quai
- Cette gare dispose d'un quai et d'une voie.

| N° de voie | Ligne      | Direction |
| ---------- | ---------- | --------- |
| 1          | ▆ Nakamura | Nakamura  |
| 1          | ▆ Nakamura | Kubokawa  |

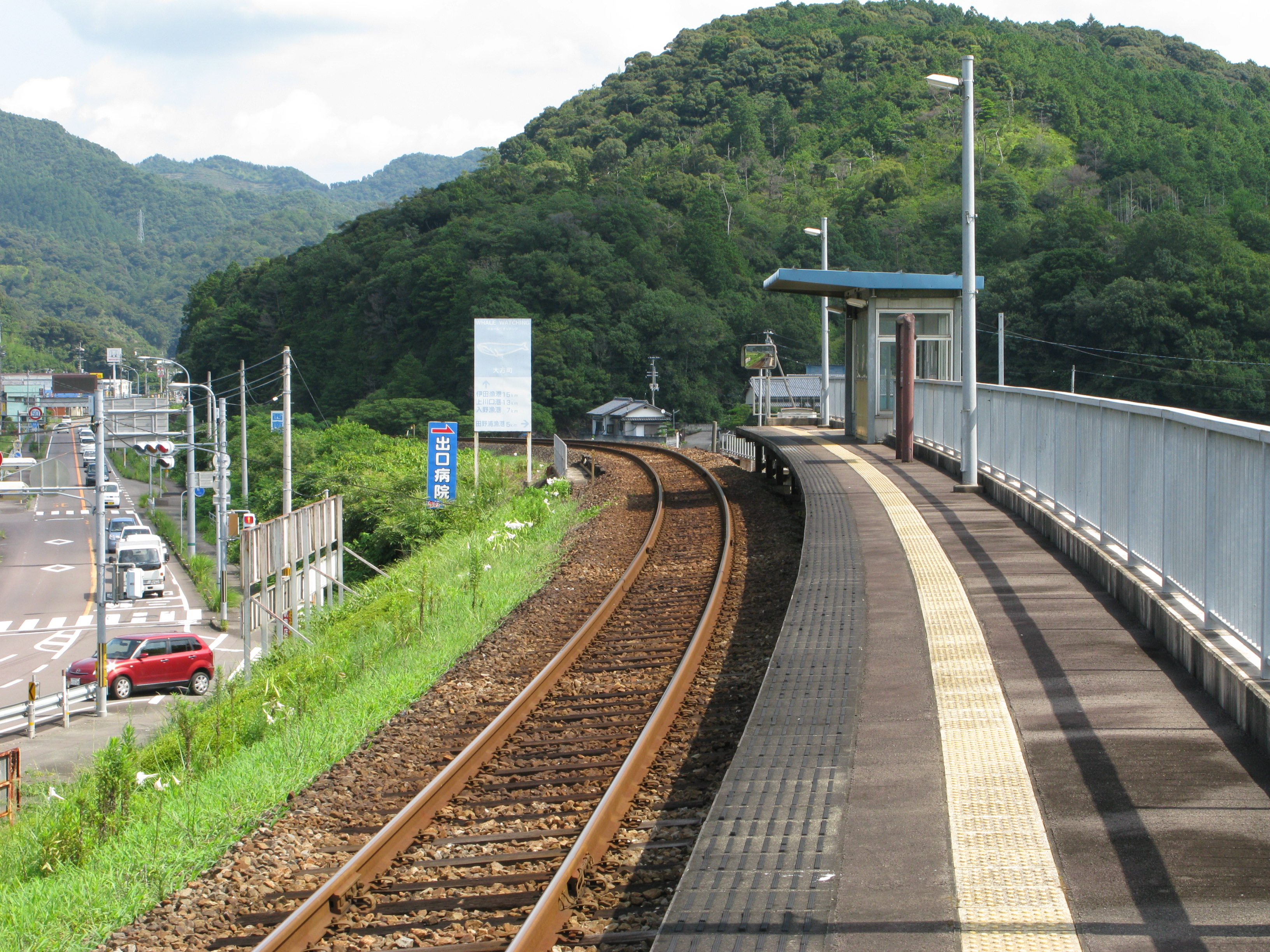
Vue sur le quai.
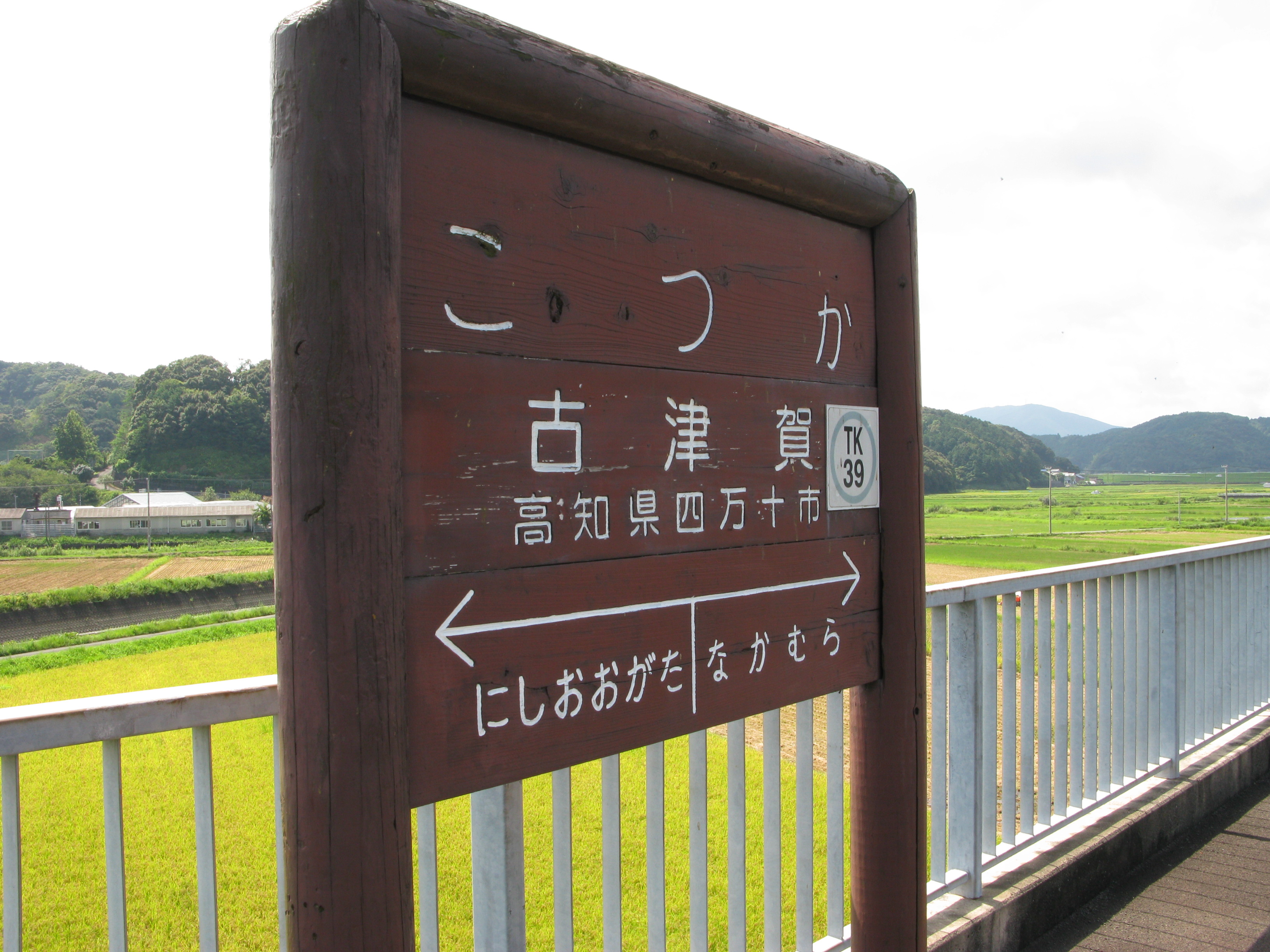
Panneau d'affichage.